# Безуглов, Григорий Викторович
Григо́рий Ви́кторович Безу́глов (10 (23) января 1907, Студенок, Российская империя — 8 сентября 1987, Куйбышев, СССР) — участник Великой Отечественной войны, Герой Советского Союза.

## Биография

### Ранние годы
Родился 10 (23) января 1907 года в украинской крестьянской семье в селе Студенок Харьковской губернии. По окончании средней школы работал в лесничестве. С 1927 года работал председателем райпотребсоюза.
С сентября 1929 года в рядах Красной Армии, служил в 31-м кавалерийском полку. В 1931 году вступил в ВКП(б). В 1934 году окончил Тамбовскую кавалерийскую школу, после в 1937 году — курсы усовершенствования командного состава в Новочеркасске, а в 1939 году — курсы штабных работников при Военной академии имени М. В. Фрунзе. Принимал участие в Польском походе 1939 года, а также советско-финской войне.
С 25 августа 1941 года сражался на фронтах Великой Отечественной войны. Воевал на Западном, Южном, Центральном и 1-м Белорусском фронтах. С 19 декабря 1941 до 31 декабря 1942 года согласно архивным документам числился пропавшим без вести. Служил начальником штаба 60-го гвардейского Черниговского кавалерийского полка (16-я гвардейская кавалерийская дивизия).

### Подвиг
В сентябре 1943 года гвардии капитан Григорий Безуглов организовал успешное форсирование Днепра подразделениями полка в районе деревни Нивки (Брагинский район, Гомельской области), в результате чего полк глубоко вклинился в оборону вермахта. На окраине деревни Галки последние попытались остановить наступление кавалеристов при поддержке танков и бронетранспортёров. В ходе боя был ранен командир полка, и занимавший должность начальника штаба Григорий Безуглов принял на себя командование полком. Под его началом полк отразил контратаку, несмотря на сильный туман, исключавший поддержку артиллерии. После, когда плацдарм был отбит, кавалерийский полк около двух суток удерживал вражеские части, пытавшиеся пробиться на юг к городу Лоев.
Указом Президиума Верховного Совета СССР «О присвоении звания Героя Советского Союза генералам, офицерскому, сержантскому и рядовому составу Красной Армии» от 15 января 1944 года за «образцовое выполнение боевых заданий командования на фронте борьбы с немецкими захватчиками и проявленными при этом отвагу и геройство».

### Дальнейшая жизнь
В январе 1945 года был тяжело ранен, после госпиталя майор Безуглов уволился в запас. Вернулся в родное село, работал председателем сельского совета. В 1953 году переехал в город Куйбышев (ныне Самара), где работал на заводе.
Григорий Безуглов умер 8 сентября 1987 года в Куйбышеве. Похоронен на Рубёжном кладбище города Самары.

## Семья
На 1942 год был женат на Безугловой Марии Изотовне.

## Награды и память
- Герой Советского Союза (№ 3008, 15 января 1944)[6];
- Орден Ленина (15 января 1944)[6];
- Орден Красного Знамени[7];
- Орден Отечественной войны 1-й степени[8];
- Два ордена Красной Звезды(второй — № 014142 от 23 октября 1943[9]);
- Медаль «За оборону Сталинграда»[10].

Имя героя носила пионерская дружина в его родном селе. Также его имя увековечено в парке Металлургов в Самаре на мемориальном знаке Героям.